# Petőfiszállás
Petőfiszállás is een plaats (község) en gemeente in het Hongaarse comitaat Bács-Kiskun. Petőfiszállás telt 1666 inwoners (2002).